# Cascades Texolo
Les cascades Texolo són unes cascades situades a l'est de Veracruz, Mèxic. Està localitzada a 3 km al sud del poble de Xico, en l'estat de Veracruz, i, aproximadament a 19 km de Xalapa-Enríquez.
La cascada principal té una altura aproximada de 18-24 metres. Hi ha un pont sobre el barranc que connecta les dues parts del bosc. A l'altra banda, hi ha dues cascades més petites que es poden veure a partir d'alguns dels senders a la zona.
Les cascades i els seus voltants han estat utilitzats per filmar diverses pel·lícules, incloent Darrere el cor verd (1984) i Perill imminent (1994). En Darrere el cor verd, la joia està amagada en una cova darrere de la cascada, i les cascades de Texolo van ser utilitzades per a aquesta escena.